# Principado da Moldávia
O Principado da Moldávia (em romeno: Țara Moldovei, lit.: "O País da Moldávia" em turco: Bogdan Iflak;  em eslavo eclesiástico: Землѧ Молдавскаѧ, lit.: Terra da Moldávia; em grego: Ἡγεμονία τῆς Μολδαβίας, lit.: Domínio da Moldávia) é uma região histórica e antigo principado na Europa Central e Oriental, correspondente ao território entre os Cárpatos Orientais e o rio Dniester. Um Estado inicialmente independente e posteriormente autônomo, existiu do século XIV a 1859, quando se uniu à Valáquia (Țara Românească) como base do moderno Estado romeno; em vários momentos, a Moldávia incluiu as regiões da Bessarábia (com o Budjak), todas de Bukovina e Hertsa. A região de Pokuttya também fez parte dela por um período de tempo.
A metade ocidental da Moldávia agora faz parte da Romênia, o lado leste pertence à República da Moldávia e as partes norte e sudeste são territórios da Ucrânia.